# Warhammer 40.000: Boltgun
Warhammer 40.000: Boltgun ist ein First-Person-Shooter von Auroch Digital, der 2023 von Focus Entertainment für Windows, Switch, PlayStation 4, PlayStation 5, Xbox One und Xbox Series veröffentlicht wurde. Es spielt im fiktiven Universum des Tabletop-Regelwerks Warhammer 40.000.

## Beschreibung
Als Malum Caedo, ein Space Marine des Ordens der Ultramarines, wird die Spielfigur von der Inquisition auf die Fabrikwelt Graia entsandt, die einige Jahre zuvor bereits einmal von Orks und Chaosmächten attackiert wurde. Durch Experimente haben die dortigen Techpriester einen Warpriss geöffnet, durch den die Chaosmächte durchstoßen konnten. Caedos Squad soll den Gegner zurückdrängen, doch der Landungspod wird schwer beschädigt und Caedo ist der einzige Überlebende. Er kämpft sich durch die Gegnermassen, um die Kraftquelle auszuschalten, die den Warpriss offen hält.
Boltgun ist ein sogenannter „Boomer Shooter“, der sich bewusst an der reduzierten Ästhetik von First-Person-Shootern aus den 1990ern orientiert. Die Hauptwaffen sind ein Kettensägenschwert und das namensgebende Boltergewehr. Daneben gibt es sieben weitere Waffen wie Warhammer-typische Varianten eines Plasmagewehrs, eines Granatwerfers oder eines Flammenwerfers.

## Rezeption
Das Spiel erhielt gemischte Kritiken.

„Boltgun ist eines dieser Spiele, die solide genug sind, dass die Kaufberatung denkbar einfach ausfällt: Sieht ein auf Mobilität setzender Retro-FPS im Warhammer 40K-Universum für euch nach etwas aus, auf das ihr gern zehn bis zwölf Stunden eurer knappen Freizeit werft, ist es fast ausgeschlossen, dass ihr hiermit etwas falsch macht. Gleichzeitig zeigt diese Sorte Rückschau in eine einfachere Zeit so langsam ihre Limitationen.“

„Boltgun impresses with Warhammer 40K chops and a fully realized vision of the famous franchise as a modern retro-shooter, light on story but heavy on action and nods to the tabletop game. The level design of its many fast-paced arena fights is enjoyable, but the momentum drags once the new weapon and enemy types run out about halfway through.“

„Boltgun beeindruckt mit einer geballten Ladung Warhammer 40K und einer durchdacht umgesetzten Vision der berühmten Franchise als moderner Retro-Shooter, der wenig Story, aber viel Action und Anspielungen auf das Tabletop-Spiel bietet. Das Leveldesign der vielen rasanten Arenakämpfe ist unterhaltsam, aber es verliert an Elan, sobald die neuen Waffen- und Gegnertypen nach rund der Hälfte des Spiels ausgegangen sind.“